# Asphondylia serjaniae
Asphondylia serjaniae är en tvåvingeart som beskrevs av Edwin Möhn 1959. Asphondylia serjaniae ingår i släktet Asphondylia och familjen gallmyggor.
Artens utbredningsområde är El Salvador. Inga underarter finns listade i Catalogue of Life.